# Ratpenat llengut brasiler
El ratpenat llengut brasiler (Lonchophylla mordax) és una espècie de ratpenat de la família dels fil·lostòmids que viu al Brasil.

## Subespècies
- Lonchophylla mordax concava
- Lonchophylla mordax mordax